# Gare d'Ōsakajō-kitazume
La gare d'Ōsakajō-kitazume (大阪城北詰駅, Ōsakajō-kitazume-eki) est une gare ferroviaire de la ville d'Osaka au Japon. Elle est située dans l'arrondissement de Miyakojima. La gare est gérée par la compagnie JR West.

## Situation ferroviaire
La gare d'Ōsakajō-kitazume est située au point kilométrique (PK) 0,9 de la ligne JR Tōzai.

## Histoire
La gare est inaugurée le 8 mars 1997.

## Service des voyageurs

### Accueil
La gare, située en souterrain, est ouverte tous les jours.

### Desserte

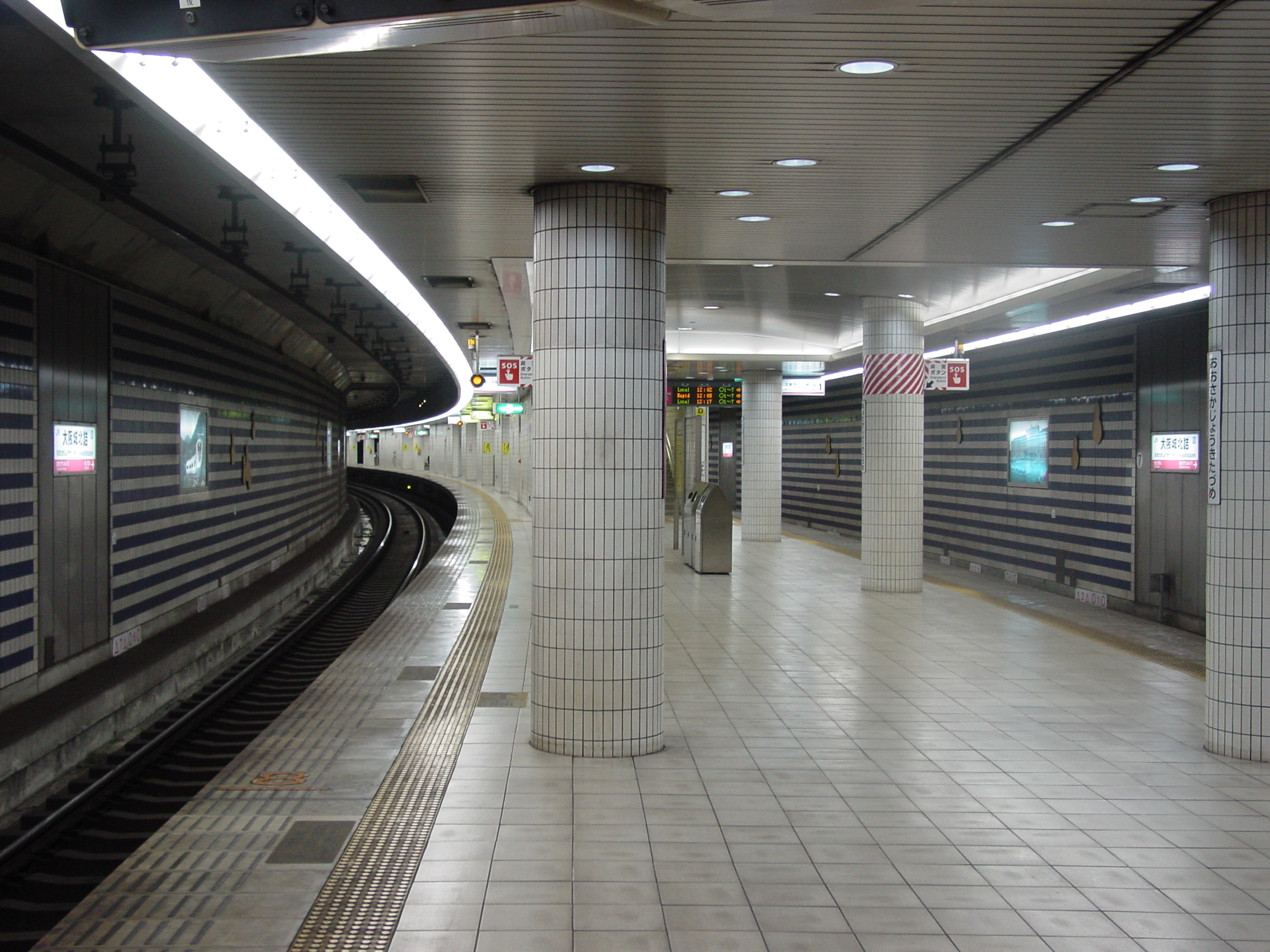
Vue des quais

- Ligne JR Tōzai :
  - voie 1 : direction Amagasaki
  - voie 2 : direction Kyōbashi

## Bâtiments et structures notoires des environs
- Monnaie du Japon
- Musée d'art Fujita
- Château d’Osaka
- Osaka Business Park